# Marie Tereza Bourbonská
Marie Tereza Bourbonská (1. února 1666 – 22. února 1732) byla v roce 1697 titulární královnou Polska, dcerou knížete z Condé a bavorské princezny. Jako členka francouzského vládnoucího rodu Bourbonů byla také princeznou královské krve.

## Život
Marie Tereza Bourbonská se narodila v Hôtelu de Condé v Paříži 1. února 1666 Henrimu Julesovi de Condé a jeho manželce Anně Henriettě Bavorské. Od narození byla známa jako mademoiselle de Bourbon, pojmenována byla po manželce Ludvíka XIV., Marii Tereze Španělské.
Z otcovy strany patřila do rodu Bourbonů, po matce byla spřízněná s anglickou královskou rodinou.
V plánu byl její sňatek s Emanuelem Filibertem, knížetem z Carignana, ale 22. ledna 1688 se Marie Tereza v kapli ve Versailles provdala za Františka Ludvíka, hlavu bourbonské větve Conti.
Nevěsta byla do svého manžela vášnivě zamilovaná, jeho pozornost však mířila jinam. U dvora bylo dobře známo, že měl poměr s manželčinou švagrovou, bourbonskou vévodkyní. Říkalo se také, že měl homosexuální sklony a své manželce nevěnoval velkou pozornost.
Marie Tereza měla problematický vztah se svými dětmi, a tak žila tiše v různých sídlech rodu Conti, především v Château de L'Isle-Adam. Rodina se později po smrti knížete de Conti smířila. Marie Tereza byla známá svou klidnou povahou a zbožností, za což byla mnohými u dvora chválena. Alžběta Šarlota Falcká, orleánská vévodkyně vdova a matka regenta Filipa Orleánského, napsala o ovdovělé Marii Tereze:
| „                        | Tato princezna je pouze jediná z rodu Condé, která je k ničemu. Myslím, že musí mít v žilách značně německou krev. Je malá, poněkud na jedné straně, ale hrbatá není. Má krásné oči, stejně jako její otec, s tou výjimkou, že nemá žádné nároky na krásu, je však ctnostná a zbožná. | “ |
| — Alžběta Šarlota Falcká | |   |

### Polská královna
V roce 1697 nabídl Ludvík XIV. manželovi Marie Terezy polskou korunu. Kníže de Conti odešel do Polska na prohlídku svého možného nového království, zatímco Marie Tereza zůstala ve Francii. Během té doby byla považována za titulární polskou královnu a její manžel za krále. Podle hlasů odevzdaných polskou szlachtou byl manžel Marie Terezy František přijatelnějším kandidátem, jakmile však přijel do Gdaňsku, zjistil, že polský trůn již obsadil August II. Silný, a tak se vrátil do Francie.

### Kněžna vdova
V roce 1709 její manžel v Paříži zemřel. Aby bylo možné od sebe vdovy po knížatech de Conti rozlišit, dostaly před titul Douairière (vdova) ještě číslo, podle toho v jakém pořadí ovdověly, např. Madame la Princesse de Conti première douairière. Mezi lety 1727 až 1732 byly tři vdovy po knížatech de Conti.
Po manželově smrti obrátila svou pozornost na opravu sídel rodu Conti, počínaje Hôtelem de Conti. Prací pověřila Roberta de Cotte, prvního královského architekta.
V roce 1713 se její dcera Marie Anna provdala za Louise Henriho de Bourbon-Condé, známého jako Monsieur le Duc, syna bývalé manželovy milenky Luisy Františky Bourbonské, kněžny de Condé. Téhož dne, při dvojitém svatebním obřadu ve Versailles, se syn Marie Terezy, nový kníže de Conti, oženil s dalším potomkem kněžny de Condé, s Luisou Alžbětou Bourbonskou, na kterou pak přešel od Marie Terezy titul, který jí patřil téměř třicet let.
Marie Tereza zemřela 22. února 1732 v Hôtelu de Conti, pravděpodobně na syfilis, kterou se nakazila od svého manžela. Byla pohřbena v Église Saint-André des Arcs v L'Isle-Adam.
Přes svou vnučku Luisu Henriettu Bourbonskou, matku Ludvíka Filipa, krále Francouzů, byla Marie Tereza předkem několika evropských panovníků 19. a 20. století.

## Potomci
- Marie Anna Bourbonská (18. dubna 1689 – 21. března 1720), ⚭ 1713 Louis Henri de Bourbon-Condé (18. srpna 1692 – 27. ledna 1740)
- dítě (18. listopadu 1693 – 22. listopadu 1693)
- kníže z La Roche-sur-Yon (1. prosince 1694 – 25. dubna 1698)
- Ludvík Armand II. Bourbon-Conti (10. listopadu 1695 – 4. května 1727), ⚭ 1713 Luisa Alžběta Bourbonská (22. listopadu 1693 – 27. května 1775)
- Luisa Adelaida Bourbonská (2. listopadu 1696 – 20. listopadu 1750), svobodná a bezdětná
- Mademoiselle d'Alais (19. listopadu 1697 – 13. srpna 1699)
- Ludvík František Bourbonský, hrabě z Alais (27. července 1703 – 21. ledna 1704)